# シャーリー・ウィリアムズ
クロスビーのウィリアムズ女男爵シャーリー・ウィリアムズ(Shirley Williams, Baroness Williams of Crosby, CH PC、1930年7月27日 - 2021年4月12日)は、英国の政治家。
当初は労働党下院議員であったが、1981年の労働党大会直後離党し、ロイ・ジェンキンス、デイヴィッド・オーウェン、ウィリアム・ロジャーズらとともに、社会民主党を設立したギャング・オブ・フォーの一人である。

## 経歴
彼女は政治学者兼哲学者のジョージ・カトリンと小説家のヴェラ・ブリテンの間にシャーリー・ヴィヴィアン・テレサ・カトリンとして生まれた。
彼女は自身の経歴をジャーナリストから始め、オックスフォードのサマーヴィル・カレッジで学び、後に卒業した。
数年後に彼女は政敵のマーガレット・サッチャーのサマーヴィルで学んだ。
1955年に哲学者のバーナード・ウィリアムズと結婚したが、1974年に離婚した。その後、1987年に政治学者のリチャード・ニュースタットと再婚した。

## 政治
1964年の総選挙で彼女はハートフォードシャーのヒッチン選挙区から労働党候補として立候補して当選した。彼女は速く、閣外相の地位に昇進した。
彼女は上院における自由民主党のリーダーであったが、2004年11月の議会開会で、その地位から引退した。